# كاج أوستربيرغ
كاج أوستربيرغ (بالفنلندية: Kaj Österberg)‏ هو مدرب كرة قدم ولاعب كرة قدم فنلندي، ولد في 8 ديسمبر 1942.

## وصلات خارجية
- كاج أوستربيرغ على موقع ناشيونال فوتبول تيمز (الإنجليزية)
- كاج أوستربيرغ على موقع عالم كرة القدم.نت (الإنجليزية)